# Josef Havel (spisovatel)

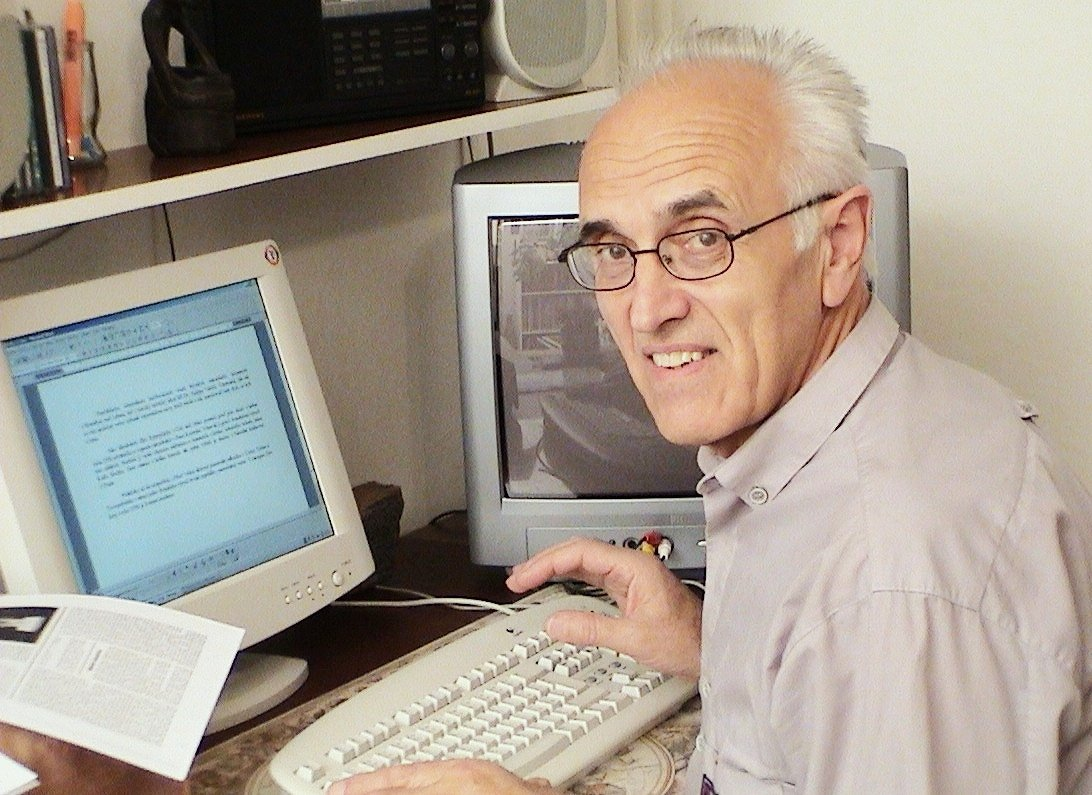
Josef Havel (2005)

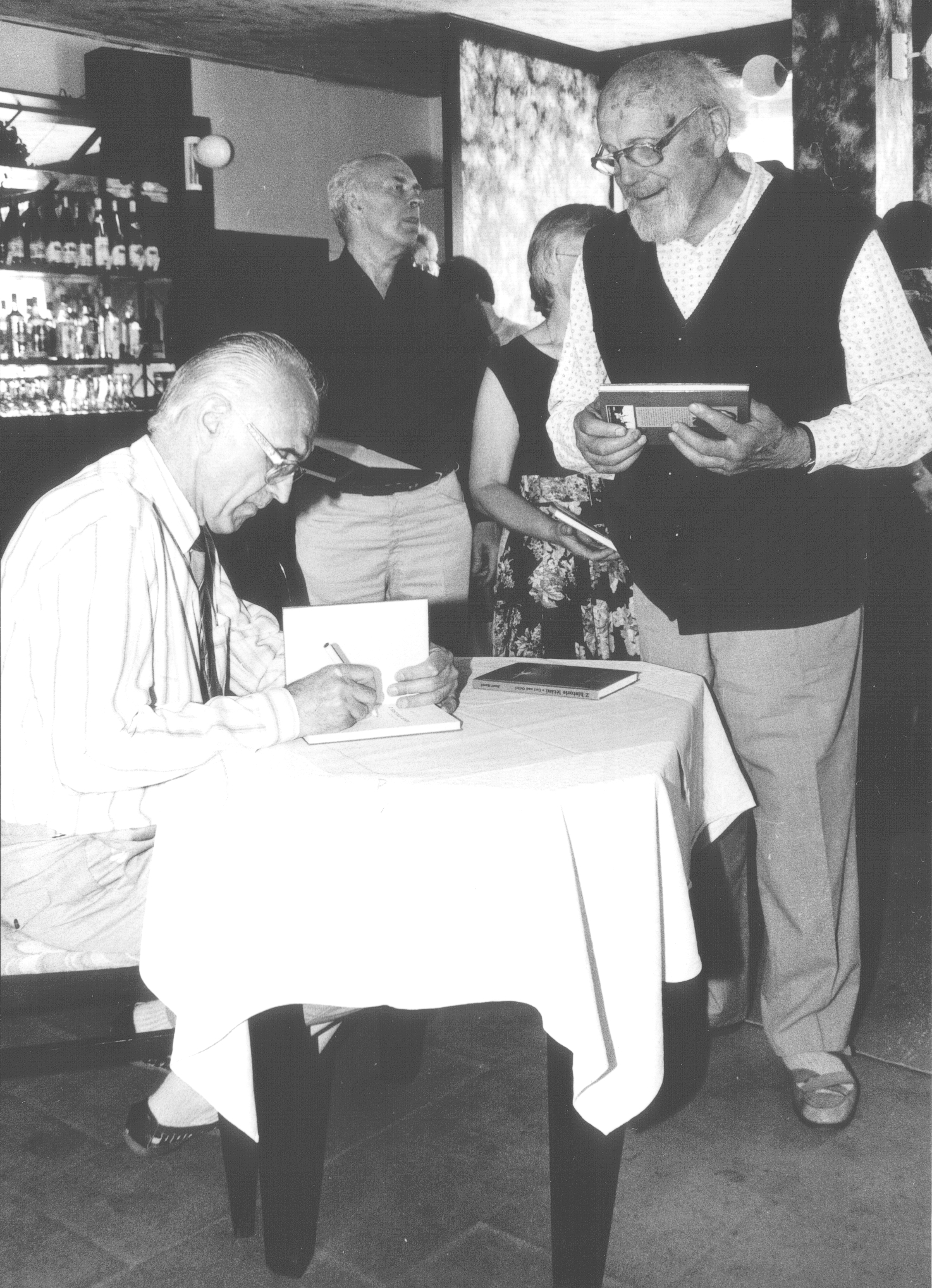
Josef Havel – Autogramiáda knihy Z historie létání v Ústí nad Orlicí (1997)

Josef Havel (13. října 1937 Litomyšl – 1. září 2023 Ústí nad Orlicí) byl český spisovatel, autor literatury faktu, filmař a publicista. Svůj život prožil v Ústí nad Orlicí v podhůří Orlických hor.

## Život
Do obecné školy začal chodit v předposledním válečném roce, měšťanskou školu ukončil v roce 1953. Po závěrečné zkoušce nastoupil jako učeň do n.p. Kovostav, kterému zajišťovalo výchovu učňovského dorostu odborné učiliště Kdyňských strojíren v Domažlicích. Po roce učení v profesi univerzální soustružník byl vyslán na studia do Náchoda, kde tehdy existovala Vyšší průmyslová škola strojně textilní. Tu ukončil maturitou v roce 1958 a následovaly dva roky základní vojenské služby v Brně u protiletadlového dělostřeleckého pluku v Brně-Židenicích.
V roce 1960 se vrátil do n.p. Kovostav, kde pracoval jako technický kontrolor a později jako konstruktér. A to ve skupině, která úspěšně přivedla k realizaci první provozuschopný bezvřetenový dopřádací stroj na světě – BDA 200. V roce 1963 se oženil, s manželkou Ludmilou mají dvě dcery.
Rok 1968 ho zastihl kromě technické funkce jako člena Závodního výboru a později předsedu Podnikového výboru Revolučního odborového hnutí. Za svoji činnost a postoje v tomto období byl v roce 1970 propuštěn z práce.[zdroj?] Po jistém období nezaměstnanosti začal pracovat jako dělník v ústeckém Komunálním podniku. Po čase přijal nabídku nastoupit opět jako konstruktér ve Výzkumném ústavu bavlnářském v Ústí nad Orlicí.
V přelomovém 90. roce se opět zapojil do veřejné činnosti a stanul ve vedení ústavu. Do důchodu odešel jako personální ředitel v roce 1998. Od té doby se věnoval především událostem probíhajícím v letech 1937–45. Studoval a tvořil v tandemu s manželkou.
Jeho koníčkem byly astronomie a fotografování.

## Knižní tvorba
- …in memoriam… (Vydáno v roce 1993 v nakladatelství Svět křídel v Chebu. Pojednává o životních osudech ústeckých rodáků Václava Pánka a Josefa Bohdana Mikuláštíka, Československých letců, kteří se v řadách britské RAF zúčastnili druhé světové války).

- Z historie létání v Ústí nad Orlicí (Vydáno v roce 1997 v nakladatelství OFTIS v Ústí nad Orlicí. Z pohledu historie zřejmě nejcennější kniha autora zachycující počátky létání v Ústí nad Orlicí v roce 1909, založení Masarykovy letecké ligy, vznik známé nebeské blechy pana Bíny, působení místních občanů v čs. vojenském letectvu během války v britské RAF, i poválečný vývoj v ústeckém a českotřebovském aeroklubu.)

- Poupata ožehlá nenávistí (Vydáno v roce 2000 v nakladatelství OFTIS v Ústí nad Orlicí. Ucelená historie největšího internačního tábora na území protektorátu Čechy a Morava nalézajícího se ve Svatobořicích u Kyjova na Moravě. Průběh tzv. akce „E“ (emigranti) a internace dětí – sirotků, po obětech represálií po atentátu na Reinharda Heydricha tzv. heydrichiádě.)

- Štvancem svědomí (Vydáno v roce 2002 v nakladatelství OFTIS v Ústí nad Orlicí. Ojedinělý příběh člověka, československého letce Jiřího Mikuleckého, který byl v boji od prvního výstřelu na Podkarpatské Rusi až po závěrečné operace druhé světové války. Prodělal anabázi po SSSR, přežil potopení zlatého konvoje i nasazení do 312. čs. stíhací perutě RAF.)

- Oběti předcházejí vítězství (Vydáno v roce 2005 v nakladatelství OFTIS v Ústí nad Orlicí. Historie domácího odboje během druhé světové války v oblasti Podorlicka a jeho nemalé oběti.)

- Poupata ožehlá nenávistí (2. doplněné a rozšířené vydání, vydáno v roce 2006 v nakladatelství OFTIS v Ústí nad Orlicí. Rozebrané 1. vydání povzbudilo stejného vydavatele k vydání 2. v roce 2006. Autor ho značně doplnil a rozšířil zejména o další osudy internovaných dětí.)

- Ve službách Jeho Veličenstva (vydáno v roce 2007 v nakladatelství OFTIS v Ústí nad Orlicí. Kniha popisuje období 1. světové války. Základem jsou deníky dvou českých lékařů – MUDr. Neklana Velebila, sloužícího na lodích Jeho Veličenstva, a MUDr. Josefa Hubálka, který sloužil oběma posledním císařům v řadách rakousko-uherské pozemní armády.)

- Nikdy se nevzdávat (Vydáno v roce 2007 v nakladatelství Ostrov v Praze. Životní osudy brigádního generála v.v. Zdeňka Škarvady, prvorepublikového vojenského pilota, účastníka polské válečné katastrofy, anabáze v SSSR, příslušníka 310. čs. stíhací perutě RAF, pak vězně řady německých zajateckých táborů a nakonec horníka v ostravsko-karvinských dolech.)

- Rebel v oblacích (Vydáno v roce 2012 v nakladatelství OFTIS v Ústí nad Orlicí. Kniha zachycuje životní příběh československého pilota Otakara Hrubého, létajícího během druhé světové války ve službách francouzského a pak britského královského letectva RAF. Jeho neuvěřitelné příhody nejednou na hranici života i smrti a naopak chvíle plné až černého humoru tvoří závěrečnou část trilogie o čs. letcích na válečných frontách: Štvancem svědomí, Nikdy se nevzdávat.)
- Až sem... Z historie pohřbívání v Ústí nad Orlicí (Pro město Ústí nad Orlicí vydalo v roce 2016 vydavatelství Grantis, s.r.o. Kniha zachycuje začátek působení římskokatolické církve během kolonizace území na pomezí Čech a Moravy. Tedy v čase vlády Přemysla Otakara II. Svůj vliv od tohoto 13. století dávala na obsazeném území najevo budováním kostelů a far. U nich poskytovala navíc místo pro poslední spočinutí svých věrných. Zřizovala hřbitovy. Nejinak tomu bylo v Ústí, jehož vývoj lze na uvedeném velmi podrobně sledovat.)
- Rod Janderů v textilním průmyslu (Pro město Ústí nad Orlicí vydalo v roce 2022 vydavatelství Grantis, s.r.o. Kniha mapující životní osudy rodiny podnikající v textilním průmyslu je doplněna řadou historických i současných fotografií, nechybí dobové dokumenty ani rodokmeny členů rodu. Spojován je s výjimečnými podnikatelskými, kulturními, sportovními i společenskými aktivitami ve městě, které dramaticky utnuly politické změny po druhé světové válce.)

## Filmová tvorba
Josef Havel od založení v roce 1961 až po ukončení činnosti v roce 1991 vedl Amatérské filmové studio Závodního klubu Revolučního odborového hnutí v Ústí nad Orlicí. Vznikly zde tři desítky filmových kronik, obsahující 110 reportáží ze života města Ústí nad Orlicí, i samostatná řada monotematických filmů, zachycujících významné události, mizející řemesla, zvyky apod.

## Ocenění
- 2007 – Cena Egona Ervína Kische – Čestné uznání za významné dílo literatury faktu[2]
- 2008 – Cena starosty města Ústí nad Orlicí za rok 2007[3]
- 2013 – Čestné uznání Miroslava Ivanova v kategorii produkce literatury faktu[4]
- 2013 – Cena města Ústí nad Orlicí za rok 2013[5]
- 2014 – Pamětní plaketa Ministerstva obrany za příkladnou a dlouholetou prezentaci historických událostí v letech 1938–1945 na Orlickoústecku a péči o válečné hroby[6]